# Vrelo (Ub)
Vrelo (Ub) (em cirílico: Врело) é uma vila da Sérvia localizada no município de Ub, pertencente ao distrito de Kolubara, na região de Tamnava. A sua população era de 1495 habitantes segundo o censo de 2011.

## Demografia
| 1948  | 1953  | 1961  | 1971  | 1981  | 1991  | 2002  | 2011  |
| ----- | ----- | ----- | ----- | ----- | ----- | ----- | ----- |
| 2 384 | 2 465 | 2 279 | 2 083 | 1 926 | 1 748 | 1 684 | 1 495 |